# Kapliczki przydrożne na Głuszynie i Spławiu w Poznaniu
Kapliczki przydrożne na Głuszynie i Spławiu – zabytkowe kapliczki zlokalizowane na Głuszynie i Spławiu w Poznaniu.

## Głuszyna
Głuszyna to dawna wieś podmiejska, pierwsze wzmianki historyczne pochodzą z 1296 i dotyczą fundacji kolegiaty pod wezwaniem św. Jakuba Większego w Głuszynie. Wieś Głuszyna włączona do Poznania w 1942 do dziś zachowała dawny charakter wsi podmiejskiej.

## Kapliczka Matki Bożej Różańcowej
Usytuowana przy ul. Daszewickiej obok posesji nr 8 w Poznaniu, przy południowo-wschodniej granicy miasta. Administracyjnie na terenie jednostki pomocniczej miasta Poznania "Osiedle Głuszyna". Według ustnego przekazu kapliczkę miał ufundować gospodarz Mączyński jako wotum dziękczynne za znalezienie skarbu. Trudno ustalić dokładną datę powstania obiektu, wiadomo, że stała już na początku XX w. Zbudowana z cegły, podzielona gzymsami na cztery części, z których górna część jest najwyższa i znajduje się w niej oszklona, głęboka wnęka z trzema arkadami, w której umieszczono ceramiczną figurę Matki Bożej Różańcowej. Poniżej z trzech stron widoczne są nisze na kwiaty. Kapliczkę otacza płotek z kutych prętów żeliwnych. Nakryta czterospadowym daszkiem i zwieńczona krucyfiksem. Kapliczka znajduje się na obszarze parafii pw. św. Jakuba Większego Apostoła.

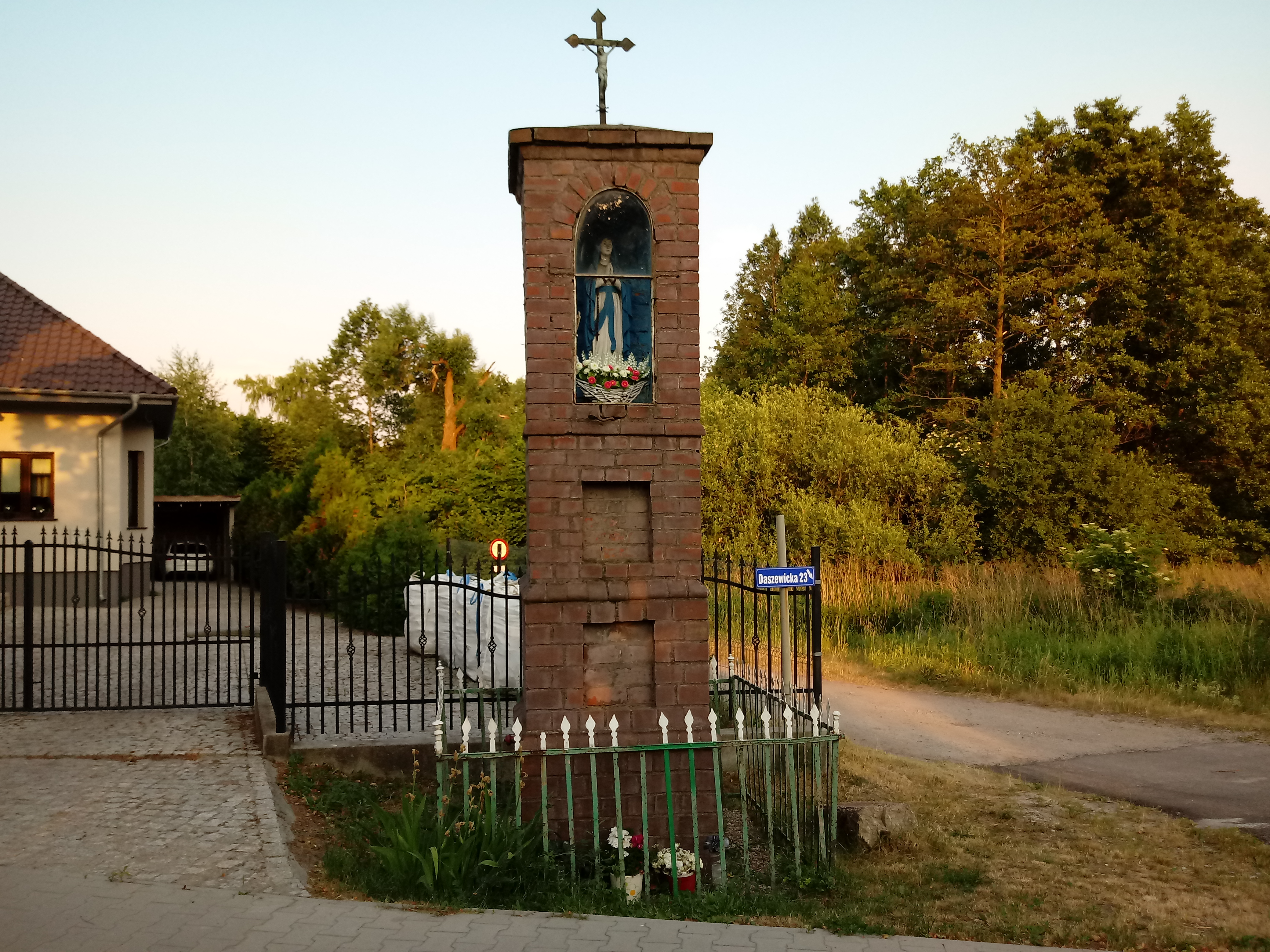

Na mapach: 52°18′52,7″N 16°57′06,8″E/52,314639 16,951889

## Spławie
Spławie, podmiejska wieś wzmiankowana już w końcu XIV w., mimo włączenia w granice miasta Poznania w 1942, ze względu na swoje peryferyjne położenie, nadal zachowało charakter wiejski.

## Kapliczka Serca Jezusa
Usytuowana u zbiegu ulic Spławie i Chrzanowskiej w Poznaniu, na centralnym placyku, nieopodal niewielkiego stawku, na dawnym nawsiu. Administracyjnie na terenie jednostki pomocniczej miasta Poznania "Osiedle Szczepankowo-Spławie-Krzesinki". Kapliczka pochodzi z 1946. Do 1939 w tym miejscu stała figura Serca Jezusa. Została zniszczona przez Niemców. Pozostał postument, na którym po wojnie mieszkaniec Spławia, z zawodu murarz Stanisław Barłóg dobudował zadaszoną kondygnację i w ten sposób w miejscu dawnej figury stanęła kapliczka. W trójkątnym frontonie daszku wieńczącego kapliczkę zachowany jest jedyny ocalały element rozbitej figury: "gorejące Serce Jezusa", które wmurowane zostało podczas budowy kapliczki, a które Stanisław Barłóg przechował przez okres II wojny światowej. Całkowicie otynkowana. W górnej części, szerszej od cokołu, w przeszklonej z trzech stron wnęce znajduje się ceramiczna figura Serca Pana Jezusa. W dolnej części ozdobiona znakami krzyża. Daszek pokryty jest dachówką i zwieńczony metalowym krzyżem. Kapliczka otoczona jest ozdobnym ogrodzeniem z kutych metalowych prętów. Kapliczka znajduje się na obszarze parafii pw. św. Andrzeja Apostoła.

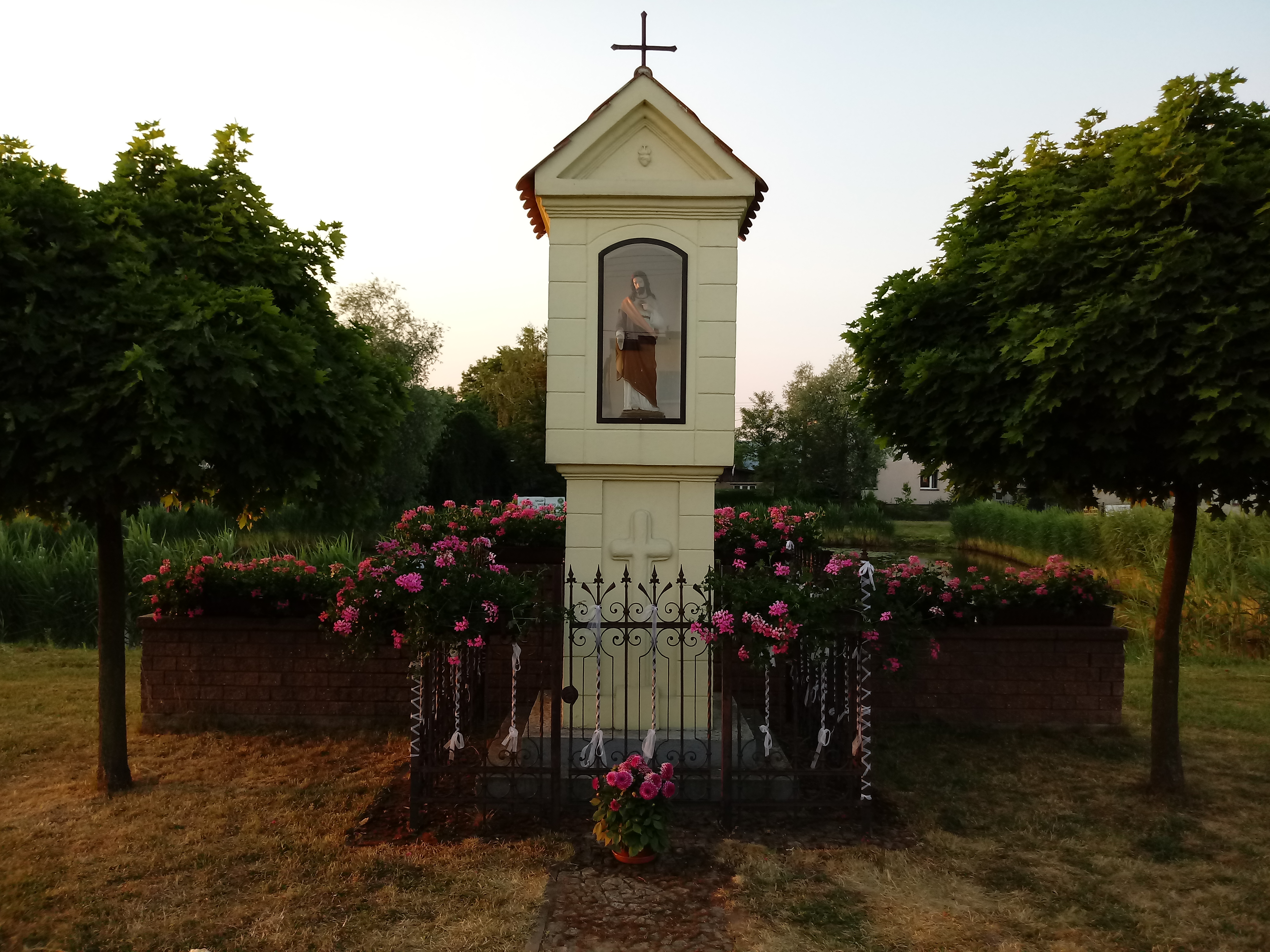

Na mapach: 52°21′04,4″N 17°01′24,7″E/52,351222 17,023528